# 留丹亭
留丹亭位于中华人民共和国广东省惠州市西湖点翠洲内，为惠州市的一个市、县级文物保护单位，类型为古建筑，公布时间为1996年。
留丹亭的历史年代为民国。